# Inabakumori
Inabakumori (稲葉曇), né le 25 février 1995 à Fukuoka au Japon, est un musicien, producteur et auteur-compositeur japonais. De son vrai nom Takashi Inaba, Inabakumori a collaboré avec d'autres artistes célèbres tels que Nakajima Kosuke et Yamashita Tatsuro.
Pour chanter, il utilise principalement la voix de Kaai Yuki, une voix de synthèse du logiciel Vocaloid. Ses œuvres les plus connues sont Lost Umbrella (ロストアンブレラ) en 2018 et Lagtrain (ラグトレイン) en 2020.

## Carrière
Inabakumori commence à publier ses premières compositions musicales en 2011, principalement sur sur la plateforme japonaise Nico Nico Douga. À ses débuts, Inabakumori utilise plusieurs pseudonymes tels que InabaPukari, PUKARI ou MichouP (視長P).
Ce n'est qu'en 2016 qu'Inabakumori rejoint la plateforme multimédia YouTube en publiant Secret Music (秘密音楽). Son contenu gagne en popularité après la sortie de Lost Umbrella (ロストアンブレラ) en 2018, lorsque la chanson est largement utilisée sur le réseau social TikTok. Il publie son premier album Anticyclone (アンチサイクロン) en 2019. Puis, en 2020, le public d'Inabakumori croît à nouveau après la publication de la vidéo de Lagtrain, qui connait un très grand succès et se voit parodiée de nombreuses fois.
Les premières publications d'Inabakumori sont accompagnés de dessins et d'animations qu'il réalise lui-même. À partir de la sortie de Lost Umbrella en 2018, il commence à collaborer avec l'illustratrice Nukunuku Nigirimeshi, dont les dessins mettent en vedette un nouveau personnage auquel elle donne ultérieurement le nom de « Osage-chan » (littéralement « couettes-chan », « -chan » étant un suffixe affectif en japonais) ; Osage-chan apparaitra par la suite quasi systématiquement dans les vidéos postées par Inabakumori.
Inabakumori a exprimé son respect pour Wowaka, un des pionniers de la musique Vocaloid, en déclarant que beaucoup de ses chansons étaient influencées par les œuvres de cet artiste.
Le 6 octobre 2023, Inabakumori sort la chanson Electricity Forecast (電気予報), dans le cadre d’un crossover entre The Pokémon Company et Crypton Future Media appelé « Project VOLTAGE ».

## Osage-chan
Osage-chan (おさげちゃん en japonais) est un personnage créer par l'artiste et illustratrice japonaise Nukunuku Nigirimeshi (littéralement traduit par boulette de riz chaude). Ce personnage a fait sa première apparition dans une illustration intitulée Mizaru (見ざる), mise en ligne sur la plateforme artistique Pixiv le 26 janvier 2018. Osage-chan est devenue une figure emblématique associée au producteur de musique Inabakumori. Bien que certain croient qu'il en est l'auteur. La première apparition d'Osage-chan sur la chaîne d'Inabakumori a été lors de la sortie du clip Lost Umbrella, le 27 février 2018. Elle a également fait des apparitions dans d'autres clip vidéos illustrées par Nukunuku Nigirimeshi, tel que : Dame Ningen da! de l'artiste Usushioshisuu.
De 2018 à 2022, Osage-chan a a eu le droit à sa propre série de 4koma publiée sur le compte X OisiiOisiina. Ce 4koma est resté dans sa version originale japonaise jusqu'à la fin de 2024, lorsqu'un utilisateur anonyme sur 4chan a partagé une version traduite en anglais via le site internet MangaDex. La notoriété d'Osage-chan a suscité diverses spéculations parmi ses fans concernant son âge, certaines la voyant comme une adolescente et d'autres comme une adulte. Cependant, Nukunuku n’a jamais affirmé ces hypothèses. Bien qu'Osage-chan soit largement reconnue pour ses nombreuses apparitions dans les vidéos d'Inabakumori, elle a également été mise en avant dans des clips d'autres artistes, comme GakkouDaruiGakkouDaruiGakkouDarui d'Akari Nanawo. 
Osage-chan est souvent confondue avec le personnage de Vocaloid Kaai Yuki, en raison de leur apparence similaire et des clips où la voix de Kaai Yuki est présente.

## Discographie

### 1er albumANTICYCLONE
ANTICYCLONE (アンチサイクロン) est le premier album d'Inabakumori, sorti le 17 novembre 2019 lors de THE VOC@LOiD M@STER 45,.
| ANTICYCLONE アンチサイクロン | ANTICYCLONE アンチサイクロン       | ANTICYCLONE アンチサイクロン               | Sorti le 17 novembre 2019 | Pochette de l'album | Pochette de l'album |
| N°                           | Titre en français (non officiel)   | Titre officiel                             | Voix                      | Date de sortie      | Illustration        |
| ---------------------------- | ---------------------------------- | ------------------------------------------ | ------------------------- | ------------------- | ------------------- |
| 1                            | «Anticyclone»                      | アンチサイクロン (Anticyclone)             | Kaai Yuki                 | 4 novembre 2019     |                     |
| 2                            | «Parapluie perdu»                  | ロストアンブレラ (Lost Umbrella)           | Kaai Yuki                 | 27 février 2018     |                     |
| 3                            | «Pascal Beats»                     | パスカルビーツ (Pascal Beats)              | Kaai Yuki                 | 22 août 2016        |                     |
| 4                            | «Fille cool»                       | クーラーガール (Cooler Girl)               | Kaai Yuki                 | 12 mars 2016        |                     |
| 5                            | «Tourner en boucle»                | ループスピナ (Loop Spinner)                | Kaai Yuki                 | 2 mai 2016          |                     |
| 6                            | «Vague de larmes»                  | ナミダ電波 (Namida Denpa)                  | Kaai Yuki                 | 28 mai 2016         |                     |
| 7                            | «Image inachevée»                  | ツクリカケノ心象 (Tsukurikake no Shinshou) | Kaai Yuki                 | 26 novembre 2016    |                     |
| 8                            | «Ville flottante au clair de lune» | 浮遊月光街 (Fuyuu Gekkougai)               | Kaai Yuki                 | 20 décembre 2018    |                     |
| 9                            | «Les étoiles s'assombrissent»      | 絶体暗星 (Zettaiansei)                     | Kaai Yuki                 | 17 novembre 2019    |                     |
| 10                           | «Volée de feux d'artifice»         | 渦巻ハナビ (Uzumaki Hanabi)                | Kaai Yuki                 | 17 novembre 2019    |                     |
| 11                           | «Copie et passe-temps»             | うつしあそび (Utsushi_Asobi)               | Kaai Yuki                 | 25 avril 2017       |                     |
| 13                           | «NON-USAGE»                        | ノンユース (NON-USE)                       | Kaai Yuki et Hatsune Miku | 11 mai 2019         |                     |
| 14                           | «Musique secrète»                  | 秘密音楽 (Himitsu Ongaku)                  | Kaai Yuki                 | 22 février 2016     |                     |

### 2ème albumWEATHER STATION
WEATHER STATION (ウェザーステーション, « Station Météorologique ») est le deuxième album d'Inabakumori, sorti le 23 mars 2022.
| WEATHER STATION ウェザーステーション | WEATHER STATION ウェザーステーション | WEATHER STATION ウェザーステーション    | Sorti le 23 mars 2022     | Pochette de l'album | Pochette de l'album |
| N°                                   | Titre en français (non officiel)     | Titre officiel                          | Voix                      | Date de sortie      | Illustration        |
| ------------------------------------ | ------------------------------------ | --------------------------------------- | ------------------------- | ------------------- | ------------------- |
| 1                                    | «Élève secret de l'école primaire»   | ひみつの小学生 (Himitsu no Shougakusei) | Kaai Yuki                 | 4 décembre 2019     |                     |
| 2                                    | «Bonjour Marina»                     | ハローマリーナ (Hello Marina)           | Kaai Yuki et Hatsune Miku | 20 novembre 2021    |                     |
| 3                                    | «Bottes de pluie»                    | レイニーブーツ (Rainy Boots)            | Kaai Yuki                 | 23 juin 2021        |                     |
| 4                                    | «Train de retard»                    | ラグトレイン (Lagtrain)                 | Kaai Yuki                 | 16 juillet 2020     |                     |
| 5                                    | «La solitude du printemps»           | ハルノ寂寞 (Haru no Sekibaku)           | Tsurumaki Maki            | 13 mai 2021         |                     |
| 6                                    | «La fleur attendant le vent»         | カゼマチグサ (Kazemachigusa)            | Meika Hime                | 4 juillet 2020      |                     |
| 7                                    | «Radar»                              | レーダー (Radar)                        | Kaai Yuki                 | 23 mars 2022        |                     |
| 8                                    | «Liens noués»                        | かたむすび (Katamusubi)                 | Kaai Yuki                 | 6 août 2017         |                     |
| 9                                    | «Les Larmes du Ciel»                 | 天泣 (Tenkyuu)                          | Kaai Yuki                 | 18 novembre 2018    |                     |
| 10                                   | «Abri de poste»                      | ポストシェルター (Post Shelter)         | Tsurumaki Maki            | 29 janvier 2022     |                     |
| 11                                   | «La ligne de retour vers toi»        | きみに回帰線 (Kimi ni Kaikisen)         | Kaai Yuki                 | 7 mars 2022         |                     |

### Autres singles
| Date de sortie    | Titre en français (non officiel) | Titre officiel                                        | Voix                         |
| ----------------- | -------------------------------- | ----------------------------------------------------- | ---------------------------- |
| 6 octobre 2023    | Prévisions Émotionnelles         | 電気予報 (Denki Yohou)                                | Hatsune Miku                 |
| 13 janvier 2023   | Jeu Flottant                     | フロートプレイ (Float Play)                           | Kaai Yuki                    |
| 2 décembre 2024   | Ipace                            | アイペース (Ipace)                                    | Kaai Yuki                    |
| 12 avril 2019     | J'adore les crabes               | かにだいすき (Kani Daisuki)                           | Kaai Yuki                    |
| 23 juin 2023      | Comme prévu                      | 期待通り (Kitaidoori)                                 | AI Otomachi Una              |
| 3 octobre 2021    | La solitude du printemps         | Loneliness of spring (version englaise de ハルノ寂寞) | Tsurumaki Maki               |
| 21 septembre 2019 | L'amour a sept motifs            | 恋は七模様 (Koi wa Nana Moyou)                        | Haruka Nana                  |
| 19 mars 2020      | Mochi                            | もち (Mochi)                                          | Kaai Yuki                    |
| 5 août 2023       | Hors Relai                       | リレイアウター (Relay Outer)                          | Kaai Yuki                    |
| 15 octobre 2021   | Arme sans rôle                   | ロールレスウエポン (Roleless Weapon)                  | Kaai Yuki et Kagamine Len    |
| 17 novembre 2019  | Sentiment de fille à l'envers    | さかさま少女感 (Sakasama Shoujokan)                   | Kaai Yuki                    |
| 15 mars 2019      | Crépuscule du samedi             | SATURDAY SUNSET                                       | Hatsune Miku                 |
| 5 février 2013    | Adieu, dix-sept ans              | さようならセブンティーン (Sayounara Seventeen)        | Kagamine Rin et Kagamine Len |
| 21 septembre 2019 | Ville en transition              | 遷移一区画 (Sen'i Hito-kukaku)                        | Kaai Yuki                    |
| 25 août 2022      | Réservoir de pensées             | シンクタンク (Sinktank)                               | Rime                         |
| 18 novembre 2018  | Les larmes du ciel               | 天泣 (Tenkyuu)                                        | Kaai Yuki                    |
| 3 juin 2022       | Les Révolutionnaires             | とこしずめ (Tokoshizume)                              | Sekai                        |
| 21 septembre 2019 | Tête de chat oubliée             | 忘れん坊の猫かぶり (Wasurenbou no Nekokaburi)         | Kagamine Rin                 |
| 19 avril 2024     | Je suis la pluie                 | 私は雨 (Watashi wa Ame)                               | Kaai Yuki et Hatsune Miku    |
| 12 août 2019      | Paysage nocturne                 | 夜間景観 (Yakan Keikan)                               | Kaai Yuki                    |
| 20 octobre 2023   | Désir de liberté                 | 余裕欲 (Yoyuuyoku)                                    | nagiβ and Kazehikiβ          |
| 17 novembre 2019  | Étoile maléfique                 | 絶体暗星 (Zettaiansei)                                | Kaai Yuki                    |

## Récompenses
Sa chanson Relayouter a remporté la première place du classement TOP100 lors de The VOCALOID Collection ~2023 Summer~ (alias VocaColle), une cérémonie organisée par le site de médias en ligne Niconico pour célébrer la musique Vocaloid qui s'est tenue en août 2023. Il a également remporté la première place dans une liste Niconico VOCALOID TOP20 de Billboard Japan.